# Franz Lachner
Franz Lachner (født 2. april 1803 i Rain i Oberbayern, død 20. januar 1890 i München) var en tysk musiker. Han var bror til Ignaz og Vinzenz Lachner.
Lachner, der var søn af en bayersk organist, kom 1823 til Wien, hvor han opnåede ansættelse som organist. Han blev kendt med Franz Schubert, til hvis faste vennekreds han snart kom til at høre, lærte Beethoven at kende og modtog undervisning hos den højtansete teoretiker Sechter. 1826—1834 var Lachner kapelmester ved Kärntnertorteatret, derfra flyttede han til Mannheim og blev 1836 hofkapelmester i München, i hvilken stilling han forblev til 1865, da den begyndende interesse for Wagners musik, over for hvilken Lachner stillede sig ganske afvisende, foranledigede ham til at søge afsked. Lachner, der nød et stort ry i Sydtyskland,
ledede 1850—1870 forskellige store musikfester i München, Aachen og andre steder. Han har udfoldet en stor musikalsk produktion: oratorier, messer, rekviemer, salmer, motetter og anden kirkemusik, endvidere 4 operaer og en del sange. Medens denne hans vokalmusik er ganske glemt, nævnes endnu hans instrumentalværker med al ære, først og fremmest hans orkestersuiter ("sande pragtstykker af kontrapunktisk kunst" ifølge Hugo Riemann), dernæst hans 8 symfonier, hans kammermusik, hvoriblandt en nonet for blæseinstrumenter, og ikke mindst hans orgelsonater og -fugaer. Lachner sluttede sig til den strengt klassiske retning, dog at han gennem samlivet med Schubert påvirkedes noget af denne; han besad ikke nogen stærk oprindelighed, men var en i teknisk henseende højt udviklet musiker, hvis kompositioner endnu frembyder interesse i harmonisk og kontrapunktisk henseende.